# ザ・グレート・カブキ
ザ・グレート・カブキ（The Great Kabuki、本名：米良 明久 / めら あきひさ、1948年9月8日 - ）は、日本の元プロレスラー、レフェリー。宮崎県延岡市出身。
東洋の神秘の異名を持つペイントレスラーとして、アメリカでも大きな成功を収めた。歌舞伎風メイク、毒霧、ヌンチャクなどのオリエンタルなギミックは、グレート・ムタなど後のレスラーに強い影響を与えた。

## 来歴

### ザ・グレート・カブキ以前
宮崎県延岡市に3人兄弟の末っ子として生まれる。父親は戦艦大和の元乗組員で、国体の前身である明治神宮競技大会にも出場しており、戦後は自転車店を営んでいた。中学2年生のときに愛知県知立市に移住。学生時代は水泳選手として活躍したほか、柔道にも打ち込んでいた。
1964年、日本プロレスに入団。同年10月31日、宮城県石巻市の石巻市立石巻小学校特設リングにおいて、山本小鉄を相手にデビュー。当初は本名の米良明久を名乗っていたが、程なくして高千穂 明久（たかちほ あきひさ / 出身地にちなんで幹部の芳の里が「高千穂」と命名）のリングネームを与えられた。以降、前座試合に出場してキャリアを積む。東京プロレスから移籍してきた永源遙との試合は、当時の若手の黄金カードとされた。
1970年4月、21歳にして『ワールドリーグ戦』の第12回大会に出場。ジャイアント馬場、アントニオ猪木、坂口征二、吉村道明、星野勘太郎、山本、大熊元司、ミツ・ヒライと共に日本陣営代表に抜擢され、ドン・レオ・ジョナサン、クリス・マルコフ、ターザン・タイラー、ダッチ・サベージ、ザ・コンビクト、ネルソン・ロイヤル、ポール・ジョーンズ、パンピロ・フィルポら外国陣営と対戦した。戦績は振るわなかったものの、5月27日の静岡市大会では外国陣営2位のマルコフから反則勝ちを拾っている。
1970年9月、アメリカ武者修業に出立。初期は日系移民の多いロサンゼルス地区にて、タカチホ（Takachiho）としてベビーフェイスのポジションで活動していたが、1971年2月のデトロイト地区への転戦を機に、師匠格の芳の里にあやかったヨシノ・サト（Yoshino Sato）と名乗ってヒールに転向。日系アメリカ人のミツ荒川のパートナーとなり、同じ五大湖エリアのNWFにも進出、1972年1月19日にドミニク・デヌーチ&トニー・パリシを破ってNWF世界タッグ王座を獲得している。
1972年9月、日本プロレス崩壊の危機に際し帰国。坂口と組んで『NWAタッグ・リーグ戦』の第3回大会に出場し、決勝戦でラリー・ハミルトン&ジョー・ハミルトンを破って優勝を果たす。翌1973年3月8日、ジョニー・バレンタインからUNヘビー級王座を奪取（この試合は、NETテレビの『NET日本プロレス中継』における最後の放映試合でもあった）。4月19日にはキラー・カール・クラップを下して初防衛に成功したが、同月に日本プロレスが崩壊し、王座を返上して全日本プロレスへと移籍（正式には1976年3月31日までは、日本テレビと3年契約を結んだ上、全日本へ派遣されていた。同年4月1日付で全日本正式所属選手となる）。
全日本プロレス移籍後の1973年10月、ヒト・トージョー（Hito Tojo）のリングネームでヒロ・トージョーことサムソン・クツワダと共にオーストラリア遠征に出発。ヒロ&ヒトの「トージョー・ブラザーズ」を結成し、同月19日にマーク・ルーイン&スパイロス・アリオンからNWA豪亜タッグ王座を奪取、翌1974年1月26日にロン・ミラー&ラリー・オーディに敗れるまで戴冠した。
全日本マットでもクツワダとの「豪州遠征コンビ」で活動し、1976年10月21日にジェリー・オーツ&テッド・オーツを破りアジアタッグ王座を獲得。以降、覆面タッグチームのザ・クルセーダーズ（ビリー・レッド・ライオン&デューイ・ロバートソン）や大熊&グレート小鹿の極道コンビを相手に2度の防衛戦を行い、1977年6月16日に極道コンビに敗れるまで戴冠した。同年12月には国際プロレスのマイティ井上をパートナーに『世界オープンタッグ選手権』に出場している。また、1977年の韓国遠征ではスーパーX（Super X）なる覆面レスラーに変身、5月22日の仁川市大会において、大木金太郎（キム・イル）が保持していたインターナショナル・ヘビー級王座に挑戦した。
その後は全日本プロレスを離れてアメリカ・マットを主戦場とするようになり、ミスター・サト（Mr. Sato）またはタカチホのリングネームで南部や中西部などNWAの主要テリトリーを日本人ヒールとして転戦。フロリダではミスター・サイトーとタッグチームを組み、1978年3月にペドロ・モラレス&ロッキー・ジョンソンからNWAフロリダ・タッグ王座を奪取、ジャック・ブリスコ&ジェリー・ブリスコの兄弟チームともタイトルを争った。1980年はセントラル・ステーツ地区にて、4月17日にパク・ソンと組んでボブ・ブラウン&ディック・マードックを破りNWAセントラル・ステーツ・タッグ王座を獲得、6月18日にブラウン&パット・オコーナーに奪還されるも、３日後の6月21日にはキラー・カール・コックスとのコンビで王座に返り咲いた。

### ザ・グレート・カブキとして
もともとは正統派の堅実なファイトスタイルであったが、アメリカ遠征中の1981年初頭、フリッツ・フォン・エリックが主宰していたテキサス州ダラスのWCCWにおいて、マネージャー兼ブッカーのゲーリー・ハートのアイデアで、歌舞伎役者をモチーフにしたオリエンタル・ギミックのペイントレスラー、ザ・グレート・カブキ（The Great Kabuki）に変身。1981年1月10日、ザ・スポイラーを相手にカブキとしてのデビュー戦を行った。当初、ゲーリー側の思惑ではこのギミックは3ヶ月程で、次の大物を呼ぶまでの繋ぎ役でしかなかった。
なお、カブキと名乗るレスラーはアメリカでは1970年代初頭にも存在していたが（正体はトーキョー・トムとしても活動していたフィリピン系のレイ・ウルバノ）、後の活躍によりこのリングネームは米良の代名詞となる（初代の「ザ・カブキ」と米良は1972年ごろ、デトロイトでタッグを組んだことがあるという）。また、ペイントレスラーの元祖とされているが、カブキ以前にもペイントを施して試合を行うレスラーはいた。しかし、コンスタントにペイントレスラーとして活動し、流行のきっかけを作ったのはカブキであり、かつてのパートナーであるマサ斎藤は後のワールドプロレスリング解説時に「僕も昔、顔に塗ってこういうスタイルでファイトしてました。外人には受けるんですよ。カブキ以前にもいたことはいたんですけど…。でもやっぱり彼が元祖ですよね」などと語っている。
般若の面を付けた連獅子姿や鎖帷子に日本刀を携えた忍者スタイルなどをコスチュームに、ヌンチャクを操り毒霧を吹く東洋の怪奇派ヒールとして異色の悪党人気を博し、WCCWでは1981年にチャン・チュンこと桜田一男と組んでケビン・フォン・エリック&デビッド・フォン・エリックからテキサス版のNWA世界タッグ王座を奪取。同年9月25日にはケリー・フォン・エリックを破りNWAアメリカン・ヘビー級王座を獲得している。

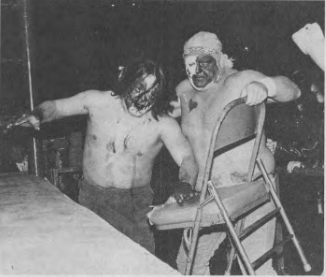
ダスティ・ローデス（右）と対戦するカブキ（1982年）

以降もWCCWを主戦場に、ビル・ワット主宰のMSWA、ジム・バーネット主宰のGCW、ジム・クロケット・ジュニア主宰のMACWなど各地の激戦区にも参戦して、アンドレ・ザ・ジャイアント、ブルーザー・ブロディ、ハーリー・レイス、ダスティ・ローデス、リック・フレアー、トミー・リッチら全米のトップスターと対戦。MSWAでは1981年10月にボブ・ループからルイジアナ・ヘビー級王座を奪取。GCWではヒール時代のロディ・パイパーやジェイク・ロバーツとも共闘した。
1982年12月25日にはGCWの本拠地アトランタのオムニ・コロシアムにてマスクド・スーパースター&スーパー・デストロイヤーをパートナーに、アンドレ、スタン・ハンセン、ティト・サンタナ組と6人タッグマッチで対戦した。WCCWでは1983年1月3日にアル・マドリルからTV王座を、1月14日にはバグジー・マグローからブラスナックル王座をそれぞれ奪取。MACWでは同年5月23日にジョー・ルダックを下してNWAミッドアトランティックTV王座を獲得、11月24日の『スターケード』第1回大会においてチャーリー・ブラウンに敗れるまで戴冠した。
その間の1983年2月、ジャイアント馬場から帰国命令が出たため、全日本プロレスの『'83エキサイト・シリーズ』に凱旋帰国。当時の全日本プロレスのブッカーだった佐藤昭雄の進言で、アメリカからの逆輸入の形でカブキのギミックのままリングに登場し、2月11日に後楽園ホールにてジム・デュランを破り帰国第一戦を飾る。アメリカでの活躍もあって大きな話題を集め、同シリーズは馬場が欠場していたのにもかかわらず、TV放映権料を除く興行収益で2月シリーズでは全日本プロレス設立以来初の黒字になった。以降、日本でもファンの支持を獲得し、専門誌だけでなく一般誌にも取り上げられ、子供向けの印刷媒体にまで登場するなど、馬場やジャンボ鶴田にも引けを取らない人気を集めた。同年12月12日には蔵前国技館大会（『'83世界最強タッグ決定リーグ戦』最終戦）のセミファイナルにおいて、アメリカでも対戦していたフレアーの保持するNWA世界ヘビー級王座に挑戦した。
しかし本人にとっては、待遇面においては決して満足出来る扱いではなかったという。「若手のコーチ役を請け負っているから」という理由で馬場が提示したギャラアップ額が「1試合100円増（後に500円）」だったというエピソードのほか、一般マスコミからのTV出演依頼が殺到したため、馬場を含む先輩レスラー達の嫉妬を買ってしまい、配給会社から名指しで出演を依頼された映画『カランバ』のプロモーション（映画CMを真似て、腕に巻いたロープをジープで引っ張ってどこまで耐えられるか、というイベント）においても、出演に関して直前まで揉めたことが明かされている。しかしながら、馬場はカブキの技能を高く評価しており、若手選手に「カブキの試合をよく見ておけよ」などと言っていたといわれ、カブキも「プロレスが一番巧いと思ったのも馬場さんだよね」と回顧するなど、レスラーとしてはお互いに認め合っていた。
その後、ダラスのWCCWと全日本プロレスを行き来する形となり、1985年頃からは日本に定着しつつあったが、長州力率いるジャパンプロレスの参戦や、WCCWが新日本プロレスと提携したことなどもあって扱いはさらに悪くなり、一時期は造反してテリー・ゴディと共闘するなど外国人サイドに加わるが、ギャランティーはゴディに比べて格段に低かったと言われる。以降、長州らの新日本復帰前後に全日本の正規軍に戻される形となり、天龍同盟との試合などで再度脚光を浴びたが、1990年7月30日に全日本プロレスを退団。この直前の7月19日『サマー・アクション・シリーズ』武生大会では、鶴田と組んでゴディ&スティーブ・ウィリアムスから世界タッグ王座を奪取していたが、防衛戦を行わないまま返上となった。これには理由があり、当時すでにSWSへの移籍を極秘裏に成立させていたカブキは、同じ全日本からの退団者の監視役として最後に辞めることとしていた。その間に相次ぐ選手離脱を防ぐため、社長の馬場は複数年契約を提示すると同時に各選手にギャランティーを渡しており、カブキには世界タッグ王座の再戴冠もちらつかせてきた。長年冷や飯を食わされていたカブキは、報復の意を込めて敢えてこれを承諾し、タッグ王座を獲得した翌々日に馬場へ辞表を提出した。その際に「だったら渡した金を返してくれ」と言われたため、ギャランティーも返済している。

### 全日本プロレス退団後
1990年8月、メガネスーパーによって設立されたSWSに入団。以降は団体エース格の天龍源一郎が率いる『レボリューション』に所属し、マッチメイカーとしても活躍する。マッチメイカーとしてカブキは集客面や注目度などを検討し、天龍やレボリューション選手寄りのマッチメイクを組む傾向が強かったが、そのマッチメイクは反天龍派からの不満と反感を買い、他派閥からレボリューション派への不信感・険悪感を招き、派閥争いに拍車をかける形となった。なお、カブキは近年のインタビューなどで当時のSWSや選手について「SWSは自己中心的な選手達ばかりでどうしようもなかった。活躍したのは源ちゃん（天龍）やレボリューション（天龍派）の選手で、あとは若手の選手だけだよ」と、嘆き気味に語っている。
SWS崩壊後は7月にWARの旗揚げメンバーとして名を連ねるが、直後に新日本プロレスと契約し、同時期にWARからオファーがあったスーパー・ストロング・マシーンとトレードする形で移籍。しかし、表向きはWAR所属のままで扱われており、新日本移籍後にWARの興行へ参戦した際も、他の選手のように「新日本プロレス（所属）」とアナウンスされることはなかった。その際、小林邦昭の病欠による戦力補強として同年11月に越中詩郎率いる反選手会同盟の一員となった。これは新日本側の判断であり、反選手会同盟への加入は会見直前までカブキ本人すら把握していなかった。後輩にあたり、これまで同じリングで戦ってきた越中や小林は当初不安を隠せなかったが、豊富なキャリアに裏付けされた試合巧者ぶりを存分に発揮し、当時のメンバーは異口同音に「カブキさんの加入は正解だった」と称賛を送っている。
1993年5月24日、WARの大阪府立体育会館大会において、カブキの「息子」としてWCWでデビューしたグレート・ムタとの「親子対決」が実現。実況アナウンサーから「地獄絵図」と形容される程の凄惨な試合を展開。結果はムタがレフェリーの海野宏之にイスで暴行を加えたことによるカブキの反則勝ち。試合には勝ったものの、カブキは試合後血まみれでムタの名を叫び「My soooon! I kill you son of a bitch...」とマイクで続けた。同年6月15日には、新日本プロレスの日本武道館大会において「二度目の親子対決」（IWGPヘビー級選手権試合）が実現。ムタの猛攻に額を割られカブキは大流血となったが、血管が切れてしまい額から勢いよく噴き出す血を倒れているムタの体にかけるなど、カブキらしい独自のスタイルを見せつけた。マサ斎藤は「口からは毒霧、額からは血が…」と語るに至った。結果はカブキが海野レフェリー（当時、WAR）に毒霧を吹きかけ、さらに止めに入った田山正雄レフェリー（当時、新日本プロレス）にもイスで暴行を加えたことによるカブキの反則負け。くしくも前回の親子対決とは立場が逆転した試合結果に終わった。試合後、カブキは「Hey! my son...look me father!? I'm tough I'm tough!! My son listen to me!! listen to me...next time next time! I kill you」とマイクアピールを行い、あまりの過激さから試合はタイトル戦にもかかわらずテレビ中継が中止となり、ビデオソフト化による放映となった。
1994年1月22日、一度だけザ・グレート・カブキとしてWWFに参戦。ロードアイランド州プロビデンスにて開催された『ロイヤルランブル』のランブル戦に出場した（22番目に登場したが、レックス・ルガーにリングに落とされ15人目の退場者となる）。この大会では、セミファイナルで行われたヨコズナ対ジ・アンダーテイカーのカスケット・マッチにも、ヨコズナに加担するヒール陣営の一員として乱入し、アンダーテイカーを急襲した。なお、WWF（WWWF）にはカブキに変身する以前の1978年5月22日にも、ヨシノ・サトとしてマサ斎藤とのコンビでフロリダ地区からゲスト参戦しており、ニューヨークのマディソン・スクエア・ガーデンにて、ドミニク・デヌーチ&ディノ・ブラボーが保持していたWWWF世界タッグ王座に挑戦したことがある。
新日本プロレスとの契約満了後はインディー団体を転戦するようになり、1995年9月には石川敬士が興した新東京プロレスに出場。1996年に設立が発表された「インディー統一機構（ファイティング・フォー・フューチャー、略称：FFF）」にも主力選手としての参戦が予定されていたが、FFFは旗揚げ前に頓挫。
1997年からはIWA・JAPAN所属となるが、1998年6月に現役引退を表明。引退に際してムタの代理人である武藤敬司が「パパと一緒に試合がしたい」とコメント。そして同年8月の新日本プロレス大阪ドーム大会でカブキとムタの「親子タッグ」が実現。後藤達俊&小原道由と対戦し、カブキが後藤からピンフォール勝ちを収める。試合後、ムタは控室に引き上げる際「I miss daddy...I love kabuki kabuki!!」と声を上げ、さらに「I miss daddy I love you I miss you I love you!!」とムタなりにカブキの引退に際してのコメントを送っている。  
同年7月20日には、漫画『プロレス・スターウォーズ』の中でしか実現していなかったケンドー・ナガサキとの「オリエンタル・ミステリー・タッグ」で後楽園ホールのメインイベントに出場した。

### 引退後
1998年に引退した後は、東京都飯田橋にて居酒屋「串焼き・ちゃんこ かぶき」（後に「BIG DADDY 酒場 かぶき うぃず ふぁみりぃ」としてリニューアル）を経営する傍ら、IWA・JAPANにてレフェリーを務め、時折観客として後楽園ホールなどにも足を運んでいる。インディレスラーのコーチとして指導に当たることもあるが「必ず基礎の受身からやる」「アルバイトをしながらプロレスをやっているようではダメになっていく」と語り、プロ意識を持つことの重要性を説いている。
2008年12月18日、後楽園ホールでの昭和プロレス第2弾興行において久々にリングに登場。オープニング・マッチでグレート小鹿と組み、日本プロレス時代の先輩である星野勘太郎&山本小鉄のヤマハ・ブラザーズと対戦した。2009年12月6日には大阪プロレスの6人タッグマッチにおいて現役レスラーとの試合に出場。ミラクルマン、くいしんぼう仮面、タコヤキーダー組と対戦し（パートナーは松山勘十郎、救世忍者乱丸）、竹とんぼ式ラリアットからのエビ固めでタコヤキーダーからフォール勝ちを収める。
2011年、折原昌夫からタイの地下格闘場にザ・グレート・カブキの子息としてTHE KABUKI（ザ・カブキ）と名乗る格闘家がいると聞き、カブキ本人は「アメリカ時代の前妻との息子とは20年以上会っていない」と語ったが、天龍と共に対面。8月には天龍プロジェクトでのデビュー戦において自らセコンドに付いた。11月には限定復帰し、カブキの「隠し子」という設定のTHE KABUKIとタッグを組むに至った。
2012年8月、古巣全日本プロレスの40周年記念興行大田区総合体育館大会のバトルロイヤルに乱入。優勝候補と思われていた浜亮太を襲撃し、優勝を掻っ攫っていった。2013年には我闘雲舞に初参戦。65歳の誕生日となった9月8日には、富豪富豪夢路をパートナーに信州プロレスにも参戦した。
2015年1月4日には、新日本プロレスの東京ドーム大会『レッスルキングダム9 in 東京ドーム』の「第0試合 1分時間差バトルロイヤル 〜ニュージャパンランボー〜」において、15番目の選手として登場。翌2016年1月4日にも、東京ドームにおける新日本プロレスの『レッスルキングダム10 in 東京ドーム』のニュージャパンランボーに16番目の選手として出場。ヒロ斎藤、藤原喜明、キング・ハク、越中詩郎らと共に試合を盛り上げた。
2016年春に居酒屋「BIG DADDY 酒場 かぶき うぃず ふぁみりぃ」を飯田橋から小石川へ移転。旧店舗は3年前から従業員として勤務していた元女子プロレスラーの元気美佐恵が引き継ぎ、居酒屋「ねばーぎぶあっぷ。」としてリニューアルオープンした。独立創業であるが、事実上の姉妹店舗であるため「かぶき」で提供された料理を食する事も出来る。
2017年12月22日、プロレスリング・ノアの後楽園ホール大会にて『KABUKI THE FINAL』として正式な引退試合が行われ、越中&齋藤彰俊と組んで潮崎豪&小川良成&井上雅央と6人タッグマッチで対戦、齋藤が井上をフォールして勝利を収めた。
2021年2月4日、ジャイアント馬場23回忌追善興行後楽園ホール大会の第1試合終了後に登場し、ヌンチャクで「追悼の舞」を披露した。
2022年9月18日、全日本プロレス50周年記念日本武道館大会で、第8試合「全日本プロレス創立50周年記念スペシャル6人タッグマッチ」の選手入場前に登場、「50周年お祝いの舞」を披露。さらに試合にも介入し、井上雅央に毒霧を浴びせた。
2023年1月22日、ザ・グレート・ムタの引退試合「GREAT MUTA FINAL " BYE-BYE"」横浜アリーナ大会にて、メインイベントのムタ組入場前に登場、ヌンチャクと赤い毒霧を披露しムタを迎え入れた。なおカブキ本人およびマネージャー（カブキ夫人）より、これがリングでの最後のパフォーマンスと告げられた。
2023年12月27日、25年間にわたり経営していた居酒屋「BIG DADDY 酒場 かぶき うぃず ふぁみりぃ」を閉店。閉店理由は家族と暮らすための準備と、カブキの体調を考えてのことだとしている。

## 獲得タイトル
日本プロレス
- UNヘビー級王座：1回[18]
- NWAタッグ・リーグ戦優勝：1回（w / 坂口征二）

全日本プロレス
- 世界タッグ王座：1回（w / ジャンボ鶴田）
- アジアタッグ王座：1回（w / サムソン・クツワダ）[21]

ナショナル・レスリング・フェデレーション
- NWF世界タッグ王座：1回（w / ミツ荒川）[15]

NWAハリウッド・レスリング
- NWAビート・ザ・チャンプTV王座：1回[71]

ワールド・チャンピオンシップ・レスリング（オーストラリア）
- NWA豪亜タッグ王座：1回（w / ヒロ・トージョー）[20]

チャンピオンシップ・レスリング・フロム・フロリダ
- NWAフロリダ・タッグ王座：2回（w / ミスター・サイトー）[25]
- NWA USタッグ王座（フロリダ版）：2回（w / ミスター・サイトー）

NWAウエスタン・ステーツ・スポーツ
- NWAウエスタン・ステーツ・タッグ王座：1回（w / リッキー・ロメロ）[72]

セントラル・ステーツ・レスリング
- NWAセントラル・ステーツ・タッグ王座：2回（w / パク・ソン、キラー・カール・コックス）[26]

NWAビッグタイム・レスリング / ワールド・クラス・チャンピオンシップ・レスリング
- NWA世界タッグ王座（テキサス版）：1回（w / チャン・チュン）[30]
- NWAアメリカン・ヘビー級王座：1回[31]
- NWAテキサス・ブラスナックル王座：2回[37]
- WCCW TV王座：1回[36]

ミッドアトランティック・チャンピオンシップ・レスリング
- NWAミッドアトランティックTV王座：1回[38]

ミッドサウス・レスリング・アソシエーション
- ミッドサウス・ルイジアナ・ヘビー級王座：1回[32]

コンチネンタル・レスリング・アソシエーション
- NWAミッドアメリカ・ヘビー級王座：1回[73]

プロレス大賞
- 努力賞（1975年）
- 殊勲賞（1983年）
- 大衆賞（1983年）

## 得意技
派手な外見とは裏腹に、試合では決して技を多用せず「間」で勝負するレスラーだったと言える。一試合を通して技らしい技はボディスラムとキーロックの二つのみを使用して組み立てたことがあるほどであり、投げ技・極め技・丸め込み技の類はほとんど使用せず独創的で限られたプロレスムーブで試合を行う。
2019年のインタビューでは、「最近のレスラーは飛んだり跳ねたりで自己満足に陥り、客のことなんか考えていない」と自身のプロレス観のようなものを語った。
毒霧
元祖であり、カブキが使用したことによって米マットで活躍する日本人怪奇派レスラーの定番技となった。
カブキの場合、あくまで見せ技としての使用が主要目的であり、試合中に攻撃として用いられることは少ない。
セミリタイア状態になってから徐々にその成分や仕掛けのヒントを書籍などで公開し出したが、使用する現役レスラーがいることを理由にその全貌は明らかにされていない。
トラース・キック
別名カブキ蹴り。こちらもカブキが使用したことによりプロレス界に浸透したものであり、プロレス技としては元祖である。
主にコーナーへ振られたさいのカウンターとして用いたが、フィニッシュ・ホールドとしても用いられた。
逆回転で放つ回し蹴りも使用したが、カブキが放つとトラース・キックの呼称が用いられることが多かった。
コンタクトの際、上げた足の大腿部を自ら叩き、キックの打撃音のように観客に思わせるのが特徴的。
アッパー・ブロー
右腕を大きく振りかぶり、拳を固めた反対の左手で下から相手の顎ないしは頬を引き打つ独特のアッパー・ブロー。
ヒト・トージョーとしてのオーストラリア遠征時、現地で一緒だったボクサー上がりのサイクロン・ネグロに教わって身につけた。
カブキが試合を組み立てる上で多用した技であり、主要打撃攻撃の一つ。ヘイトに伝授されている。
正拳突き（フィスト・ドロップ）
最も多用されたフィニッシュ・ホールドで、カブキとしてのキャラクターを思案した結果開発された。
セカンドロープ上を綱渡りのように2~3歩移動し、拳を固めた右腕を大きく振りかぶって両膝着地式に相手の喉笛や胸元に叩き込む。
竹とんぼ式ラリアット
かねてより使用していたが、後年の主なフィニッシュ・ホールドとしても用いられている。
両手を広げて1～2回転してから左腕で放つラリアット。
オリエンタル・クロー
カブキの使用するクロー攻撃の総称であり、単なるチョーク攻撃もこの名で呼ばれた。
コブラ・クロー、チョーク・クロー、ショルダー・クローなど、その時々によって形は様々である。
バックドロップ
全日本プロレス時代に度々フィニッシュとして用いられた。
各種腕殺し
キーロック、アームブリーカーを始め、一点集中攻撃を行う際は腕に焦点を絞ることが多かった。
各種反則攻撃
主にイス、ヌンチャクなどの凶器攻撃やガウジング、噛みつきなどの反則で急所攻撃はあまり行わなかった。
毒霧も米マットや全日本プロレス、WARでは反則と見なされ、即試合終了の扱いを受けている。
水芸
厳密に言うと技では無いが、流血したさいにまるで噴水のように額から血を噴出させる事が自らの意思で出来た。
やられ技としての使用のほか、来歴の項に記したように相手に血をかける攻撃としても用いられた。
指折り
これも技では無いが、毒霧を上空に向かって噴き出す際や、相手に攻撃を受けている際に指の第一関節部分のみを折り曲げる仕草。
毒霧や水芸などと同じく、レスラーカブキのキャラクター像を作り出すための工夫である。

### 高千穂明久
カブキに変身する前の17年間は、マイティ井上と並び「和製マットの魔術師」とも呼ばれる程の正統派のテクニシャンとして鳴らしたレスラーであり、ハンマーロックを駆使した攻防や多彩なグラウンドテクニックを用いたスピード感あるファイトスタイルが持ち味であった。アメリカ遠征を経験した1970年代中盤以降は後のカブキ時代と同じフォームで放たれるアッパー・ブローを連発してペースを掴むのも定番の展開であり、1980年代初頭には既にトラース・キックも使用し始めていた。リングコスチュームは日本では赤や黄緑色のショートタイツに黒のリングシューズ。アメリカでは口ひげを蓄え、タッグパートナーのミスター・サイトーと同色・同デザインの田吾作タイツに裸足というスタイルで、サイトーがパンチパーマなのに対してサト（高千穂）はストレートの七三分けという髪型で試合中の判別が行えた。なお、マネージャーのタイガー服部は知立市消防団の法被を羽織っていた。
日本プロレス時代の高千穂を良く知る徳光和夫の回想では、高千穂は若手時代から受け身が非常に巧いレスラーで、清水一郎や佐土一正など、徳光の先輩のプロレス実況アナウンサー達からの評価も非常に高かったという。徳光は高千穂がカブキに変身する以前より北米マットのプロモーターから引っ張りだこの存在となっていた要因として、「相手のベビーフェイスを引き立たせるバンプの上手さ」を指摘していた。ジャイアント馬場が退団し、坂口征二も退団した末期の日本プロレスは、その技術の高さから高千穂時代のカブキを坂口の代わりに新たなエースとして売り出す方向性を見せるも、テレビ中継を打ち切られ、人気選手の離脱で興行もままならなくなった日本プロレスではそれも叶わないまま崩壊している。
水車落とし
日本プロレス時代の得意技。アマレス式のレッグ・ダイブから敢行するもので、サルマン・ハシミコフ以前の使い手として著名である。
スクリュー式ドロップキック
スウィート・ダディ・シキの得意技を独学で会得、徳光らアナウンサーの間では、当時の日本人レスラーでも随一の使い手と認知されていたという。
オースイ・スープレックス
アル・コステロのフィニッシュ・ホールドを会得し、日プロ時代の1969年、戸口正徳戦で日本で初めて披露した。
シュミット式バックブリーカー
スイング式ネックブリーカー
メキシカン・ストレッチ
ニー・ドロップ
上記4つはいずれも北米遠征期によく用いた技である。
ワンハンド・スープレックス
正面から相手の左手首を左手で掴み、更に相手の左肘を自らの右脇に抱え込むようにして相手の左腕を固めてから、一気に後方に反り投げる技。変形の水車落としとも形容できる技で、1970年代後半、アメリカにてミスター・サトとして活動中に師匠格のヒロ・マツダと1年掛かりで開発したとされている。日本では1979年8月の全日本プロレス『ブラック・パワー・シリーズ』に参戦した際に披露され、その後度々フィニッシュ・ホールドとして使用された。日本での初披露の際、高千穂本人は「スープレックスの一種だが、特に名前はない」と述べており、実況ではワンハンド・スープレックスと解説されていた。アメリカでもここ一番の大技として使用されていたが、サト時代はサイトーとのタッグも含めて、ジョバーとしての敗戦や、ラフファイトや服部の乱入などの末に無効試合や反則負けとなることが多かったため、繰り出す頻度はそれ程多くはなく、カブキに変身して以降は使用されなくなった。
現存する映像では、1978年7月25日にNWAフロリダ地区にてサイトーと組んでマイク・グラハム&スティーブ・カーンに挑戦したNWA USタッグ王座（フロリダ版）戦、1979年8月21日の全日本プロレスにおけるミル・マスカラスと組んでのカルロス・コロン&ブルーノ・ベッカー戦において、この技を放っている様子が確認できる。

## エピソード
- 力道山に日本プロレスへの入門を直訴すべく、1963年11月10日に15歳で東京・赤坂にあった日本プロレス合宿所を訪問した際、当時若手レスラーだった上田馬之助に声をかけられ新弟子になりたい旨を伝えたところ、上田から「今日は力道山先生はいないから、一晩泊まっていきなさい。明日には会えるから」などと親切に応対されたという。しかし前日9日の東海道線では鶴見〜新子安間で鶴見事故が発生しており、米良少年が乗っていた列車は直接的被害を免れたがこの影響を被り、東京終点のところを新橋で運転打ち切りとなっていた。そのため、故郷に残してきた家族に心配をかけまいとし、上田の提案を丁重に断って愛知へと戻ってきた。力道山の死去は、その1ヶ月後のことであった[3][77]。翌年、改めて日本プロレスを再訪した際には豊登がおり、「学校を卒業したら（日本プロレスに）入門しなさい」との許可を得ていたが、口約束では不安なので証文を書いてもらった[78]。また、名古屋の高校からも推薦入学の話があったという[3]。
- 最初のアメリカ遠征中に発生したアントニオ猪木の日本プロレス除名やジャイアント馬場の日本プロレス退団など、日本プロレスの一連のお家騒動に関しては対岸の火事といった感覚で、当初は帰国するつもりはなかったという。1972年9月に凱旋帰国した際は、芳の里淳三から「日プロの最後のツアーがあるから」と言われて帰国したという。当初は『第3回NWAタッグ・リーグ戦』終了後に再度渡米するつもりであったが、次期シリーズである『インターナショナル選手権シリーズ』以降も日本プロレスに参戦した。日本プロレス最後の試合となった1973年4月20日の群馬県吉井町大会では、「これで日本も最後だ」という思いで試合をしていたという[16]。
- アメリカでのザ・グレート・カブキの出身地は日本ではなくシンガポールとされていた。これは、すでに1981年当時のアメリカには日本製の自動車や電化製品が普及しており、日本出身というプロフィールではミステリアスなイメージを演出できなくなったためである（当初、カブキ本人はチベット出身という設定を考えていたが、マネージャーのゲーリー・ハートがチベットの存在を知らなかったためシンガポールになったという。なお、若手時代の高千穂明久は日本プロレスの東南アジア遠征において、実際にシンガポールで試合をしたことがある）[79]。
- アメリカでは大ヒールとして活躍したが、1985年に主戦場のWCCWにて、女性マネージャーのサンシャイン[80]が付いて一時的にベビーフェイスに転向[81]。ジノ・ヘルナンデス&クリス・アダムスのダイナミック・デュオやワンマン・ギャングと抗争した[82]。その後はヒールに戻り、パーシー・プリングル3世をマネージャーに迎え、リック・ルードやブラックジャック・マリガンと共闘した[83]。
- プロレスリング・ノアの三沢光晴社長が不動産仲介会社リーヴライフ トゥエンティーワン（通称：ザ・リーヴ）のCMに出演したきっかけは、カブキの紹介によるものである。ノア所属選手のCM出演を切望していたザ・リーヴの佐藤和弘社長が、親交のあったカブキから三沢を紹介され、同年齢で、生まれた月、血液型も同じであったため意気投合した[84]。2012年夏より放映が開始された「かぶき編」では、ノア所属選手（秋山準、潮崎豪、鈴木鼓太郎、青木篤志）に混じって、カブキ本人もCMに出演している。また、撮影で使用されたのは、前述の「BIG DADDY 酒場　かぶき うぃず ふぁみりぃ」である。なお、CM映像は、ザ・リーヴ公式Webサイトにて視聴可能。
- 1987年にタイガー・ジェット・シンの招聘で南アフリカへの遠征を持ち掛けられたが、多忙とギャランティ絡みで招聘を断っている。結局ジャイアント馬場経由で紆余曲折ありハル薗田が新婚旅行を兼ねた遠征に向かう事となるが、当の薗田夫妻は経由地の台湾から南アフリカへ向かう飛行機の墜落事故に巻き込まれて帰らぬ人となってしまった[85]。
- 現役時代にも飲食店「なべ小鉄」を経営しており各種プロレスマスコミや「リングの魂」等の番組で紹介されたが、現在は経営から撤退している。
- アメリカ時代の華々しい活躍から、2016年にはWWE殿堂入りの打診があったものの、プロレス活動に制約が加わる（WWEの許可がない団体には参戦できない）ことなどを理由に辞退したという[86]。
- 全盛期当時は全日本プロレスでも社長の馬場以外で真っ先に「怖い人」として名前が挙がる人物で知られていた。馬場は年を重ねた頃になるとその緩慢な動きから客からの野次を受けることがあったが、それを聞いたカブキはその席まで行ってチケット代を返金して客を会場からつまみ出したという[87]。
- ザ・グレート・カブキとして日本逆上陸直後、各テレビ局からの番組出演やCMのオファーがあった。フジテレビからは「森田一義アワー 笑っていいとも!」の出演依頼を受けたり、日本テレビがカブキをアニメ化する計画があったが、いずれの計画も馬場元子によって潰されたという[88]。

## リングネーム
米良が用いたことがあるリングネーム
- 高千穂明久
- タカチホ
- ヨシノ・サト（アメリカ修行中に使用）
- デビル・サト（アメリカ修行中に使用）
- ミスター・サト（アメリカ遠征中に使用）
- ミスター・ヒト（アメリカ遠征中に使用）
- ヒト・トージョー（オーストラリア遠征中に使用）
- カブキ
- ザ・グレート・カブキ（アメリカ遠征中の1981年より）

## 入場テーマ曲
- ヤンキー・ステーション（Keith Morrison）
- "大追跡"のテーマ（You & Explosion Band） - 1988年の短期間に使用
- ザ・グレート・カブキ - SWS時代

## 著書

### 単著
- 『ザ・G・カブキ自伝―星条旗を毒霧で染めろ!』（1984年1月、リイド社）ISBN 978-4947538390
- 『“東洋の神秘"ザ・グレート・カブキ自伝』（2014年10月29日、辰巳出版）ISBN 978-4777813933

### 共著
- タイガー戸口『毒虎シュート夜話　昭和プロレス暗黒対談』（2019年7月30日、徳間書店）ISBN 978-4198648947
- 平成維震軍「覇」道に生きた男たち（2020年1月23日、辰巳出版）越中詩郎、小林邦昭、木村健吾、ザ・グレート・カブキ、青柳政司、齋藤彰俊、AKIRAによる共著 ISBN 978-4-7778-2433-5

## 出演

### 映画
- 地獄プロレス（2005年3月26日、高橋厳監督）

### MV
- 「赤裸ライアー」Gacharic Spin（2015年2月25日）[89]

### テレビ番組
- クイズ☆正解は一年後（TBS）
- オールスター後夜祭（TBS）
- 水曜日のダウンタウン（TBS）
- 行列のできる法律相談所 （2021年5月31日、日本テレビ）- 中村獅童の神ヒーロー